# Ciao (Laura Pausini)
Ciao è un singolo della cantante italiana Laura Pausini, pubblicato il 27 settembre 2024, come quinto estratto dal quattordicesimo album in studio Anime parallele.

## Antefatti e descrizione
Il brano è stato scritto dalla stessa cantante con Sam Smith, Antonio Di Martino, Anice, Fraser T Smith e Paolo Carta, questi ultimi due ricoprono inoltre il ruolo di produttori della canzone. La cantante ha spiegato la decisione di registrare il brano ed includerlo nell'album Anime parallele:
Pausini ha raccontato in una sessione di ascolto con la stampa che il brano è dedicato alla sua ex collaboratrice del suo team Rosaria Sindona, dopo che i rapporti lavorativi tra le due si erano interrotti mantenendo buoni rapporti intrapersonali. In un'intervista rilasciata a Il Fatto Quotidiano Pausini ha dichiarando:
La canzone è stata adattata e tradotta in lingua spagnola dalla cantante con il titolo Chao ed inserita nella riedizione spagnola dell'album Almas paralelas.

## Tracce
Download digitale
Testi e musiche di Laura Pausini, Sam Smith, Antonio Di Martino, Anice, Fraser T Smith, Paolo Carta.
1. Ciao – 3:32
2. Chao – 3:32

CD Single Promo
Testi e musiche di Laura Pausini, Sam Smith, Antonio Di Martino, Anice, Fraser T Smith, Paolo Carta.
1. Ciao – 3:32
2. Chao – 3:32
3. Instrumental – 3:32

## Video musicale
Il videoclip, diretto da Geatano Morbioli, è stato reso disponibile in contemporanea con l'uscita del singolo attraverso il canale YouTube della cantante, sia nella versione italiana che nella versione spagnola.